# Вапнярка (Одеський район)
Вапня́рка — село Фонтанської сільської громади в Одеському районі Одеської області в Україні. Населення становить 731 осіб.

## Населення
Згідно з переписом УРСР 1989 року чисельність наявного населення села становила 743 особи, з яких 333 чоловіки та 410 жінок.
За переписом населення України 2001 року в селі мешкало 729 осіб.

### Мова
Розподіл населення за рідною мовою за даними перепису 2001 року:
| Мова       | Відсоток |
| ---------- | -------- |
| українська | 67,58 %  |
| російська  | 29,82 %  |
| вірменська | 1,09 %   |
| румунська  | 0,82 %   |
| болгарська | 0,41 %   |
| білоруська | 0,14 %   |
| угорська   | 0,14 %   |